# Maique Nascimento
Maique Reis Nascimento (Santo Antônio do Amparo, 16 de julho de 1997) é um voleibolista indoor brasileiro que já atuou na posição de ponta e atualmente exerce a função de líbero. Serviu a Seleção Brasileira na conquista da medalha de ouro na edição da Copa Pan-Americana Juvenil de 2017 no Canadá e foi semifinalista na edição do Campeonato Mundial Juvenil de 2017, na República Tcheca.

## Carreira
Desde as categorias de base já participava de competições no âmbito regional, a exemplo dos XIX Jogos Infantis (Jojuninho) em 2012, categoria Sub-15, realizados em Poços de Caldas, na ocasião representava Formiga/MG, ocasião que atuou como ponteiro e foi destaque de rodadas na posição e conquistou o título da edição, foi o destaque do campeonato e integrou a seleção dos jogos como melhor oposto, também se destacando na posição sagrando-se vice-campeão da edição.
Também como ponteiro já representando o time de Três Corações/MG  na edição dos XXIV dos Jogos da Juventude (JoJu) de 2013, na cidade de Passos,; o mesmo ocorrendo na XXV edição dos Jogos da Juventude (JoJu) em 2014, em Poços de Caldas, categoria Sub-17, tendo sido destaque em rodadas na fase final ao final da competição alcançou a sexta colocação e integrou a seleção do campeonato como primeiro melhor ponteiro.
Em 2013 também pela equipe de Três Corações/MG conquistou o bronze no Campeonato Mineiro Infantil, época que ocorreu sua indicação para atuar na temporada seguinte das Seleções Mineiras e Brasileira na categoria infantojuvenil e disputou a edição do 3o Festival da Copa Unimed, a Liga Sul Mineira de Vôlei no mesmo ano conquistando o vice-campeonato.
Para  Seleção Brasileira foi convidado para as avaliações da categoria infantojuvenil pelo técnico Percy Oncken em 2014  e visando a preparação para o Campeonato Sul-Americano Infantojuvenil no mesmo ano .
Já desempenhando a função de líbero representou o  Sesi Esporte/Uberlândia na XIV Taça Paraná no ano de 2014,categoria Sub-18 sendo eleito o Melhor Líbero de toda competição, na equipe adulta do Unincor/Três Corações  disputou Superliga Brasileira B 2015, na qual alcançou a sétima posição e por este clube conquistou o quarto lugar na edição do Campeonato Mineiro de 2015.
Representando a Seleção Mineira no Campeonato Brasileiro de Seleções de 2015, categoria juvenil da primeira divisão, realizado em Saquarema, conquistou o bronze nesta edição.
Representou a Seleção Mineira em 2016 na  edição do Campeonato Brasileiro de Seleções disputado em Saquarema.Transferiu-se para  o Minas Tênis Clube e disputou a edição do Campeonato Mundial de Clubes de Voleibol de 2016, sediado em Betim, vestindo a camisa#1, finalizando na sétima colocação e foi inscrito na equipe na Superliga Brasileira A 2015-16, sagrando-se vice-campeão mineiro em 2016.
Foi contratado pelo Uberlândia Tênis Clube/Gabarito para disputar pelo elenco adulto a edição da Superliga Brasileira B 2017 e finalizou na oitava posição.
Em 2017 foi convocado pelo técnico Nery Tambeiro Jr.,   para Seleção Brasileira, categoria juvenil,  em preparação para a disputa da edição da Copa Pan-Americana Juvenil sediada em Fort McMurray no Canadá e sagrou-se campeão e pela seleção juvenil disputou a edição do Campeonato Mundial Juvenil de 2017, sediado nas cidades de Brno e České Budějovice, República Tcheca, alcançando o quarto lugar e eleito o Melhor Líbero da competição.
Na temporada 2017-18 passa a integrar o elenco profissional do Minas Tênis Clube e foi inscrito na edição da Superliga Brasileira A 2017-18.

## Títulos e resultados
- Campeonato Mundial de Clubes:2023
- Campeonato Mundial Juvenil:2017[35]
- Campeonato Mineiro:2016[29]
- Campeonato Mineiro:2015[20]
- Campeonato Brasileiro de Seleções Juvenil (Primeira Divisão):2015[22]
- Liga Sul Mineira Infantojuvenil:2013[13]
- Campeonato Mineiro Infantil:2013[12]
- JoJu:2013[6]
- JoJuninho:2012[4]

## Premiações individuais
- Melhor Líbero da Liga das Nações de 2025
- Melhor Líbero do Campeonato Mundial de Clubes de 2023
- Melhor Líbero da Superliga Brasileira A de 2022-23
- Melhor Líbero da Superliga Brasileira A de 2021-22
- Melhor Líbero da Superliga Brasileira A de 2020-21
- Melhor Líbero do Campeonato Mundial Juvenil de 2017[36]
- Melhor Líbero da Taça Paraná Sub-18 de 2014[16]
- 1º Melhor Ponteiro do JoJu Sub-17 de 2014[10]
- Melhor Oposto do Jojuninho de 2012[4]
- Jogador Destaque do Jojuninho de 2012[4]